# Nokia 3310
Nokia 3310 és un telèfon mòbil de dues bandes: GSM 900/1800. Va ser comercialitzat en el quart trimestre de l'any 2000 i va reemplaçar el popular Nokia 3210 de forma satisfactòria i rendible. És considerat un dels telèfons més populars fins ara, amb més de 100 milions d'unitats venudes.